# The Saints
The Saints — австралийская рок-группа, образовавшаяся в Брисбене в 1974 году и ставшая впоследствии одной из первых и самых влиятельных панк-групп первой волны. Уже в 1975 году, задолго до коммерческого прорыва Sex Pistols (и всё еще находясь в глубинах брисбенского рок-андерграунда), The Saints играли яростный скоростной рок-н-ролл с грубовато-гнусавым вокалом Криса Бэйли (†) и «жужжащим» гитарным звуком, — используя все стилистические характеристики раннего панк-рока.
Выпущенный в 1976 году сингл «(I’m) Stranded» считается классикой жанра. Известно высказывание сэра Боба Гелдофа: «Рок-музыку в 70-х изменили три группы: Sex Pistols, Ramones и The Saints».Начиная с 1978 года группа стала отходить от прежнего стиля, а после того, как в 1979 году её покинул один из основателей Эд Кюппер (англ. Ed Kuepper), начала использовать фолк-блюзовые аранжировки и духовые инструменты, нередко меняя состав и вместе с ним общее направление.
В 90-е годы The Saints, не объявляя о распаде, практически отошли от дел; активность проявлял лишь Крис Бэйли, выпустивший несколько успешных сольных альбомов.
В 2007 году Бэйли, Кюппер и Айвор Хэй воссоединились и выступили на Queensland Music Festival.Позже в состав возрождённых The Saints вошел басист Каспар Вайнберг. Затем (уже с Арчи Лариццой на басу) группа приняла участие в фестивале All Tomorrows Parties (который курировал Ник Кейв).

## Дискография

### Альбомы
- (I’m) Stranded (1977)
- Eternally Yours (1978)
- Prehistoric Sounds (1978)
- The Monkey Puzzle (1981)
- I Thought This Was Love, But This Ain’t Casablanca (1982, за пределами Австралии вышел под заголовком Out in the Jungle … Where Things Ain’t so Pleasant)
- A Little Madness to Be Free (1984)
- All Fools Day (1986)
- Prodigal Son (1988)
- Howling (1997)
- Everybody Knows the Monkey (1998)
- Spit the Blues Out (2002)
- Nothing is Straight in My House (2005)
- Imperious Delirium (2006)
- King of the Sun (2012)